# Comunicação de Interesse Público
A Comunicação de Interesse Público (CIP) é um recurso que visa promover benefícios concretos à sociedade ou a partes dela, surgindo da necessidade da manifestação do exercício de cidadania através das ferramentas de comunicação. O seu objetivo natural é trazer resultados que promovam melhorias na compreensão e vivência de mundo. 
A CIP pode acontecer por meio da produção de filme, anúncio, evento, site, blog, cartaz, assessoria de imprensa ou qualquer outro produto ou serviço midiático.
Em termos gerais, é possível dizer que a CIP entrou na lista de prioridades da sociedade e de seus dirigentes no fim do século XX, quando a preocupação com sustentabilidade, responsabilidade social, democracia e cidadania se solidificou e passou a ocupar um espaço de maior prioridade para a sociedade. De lá para cá, os moldes de exercício da CIP foram se revelando flexíveis e diversos. A comunicação política, comunicação institucional, as Parcerias Público-Privadas (PPP) e a comunicação mercadológica são exemplos de vertentes que encontraram lugar na Comunicação de Interesse Público. 

## Interesse Público ǂ Interesse do Público no Jornalismo
A ideia de Interesse do Público está diretamente ligada a preferências particulares e subjetivas de um determinado grupo. O Interesse Público, por sua vez, se refere ao que é pertinente a um conjunto de princípios abstratos associados ao fortalecimento de valores que se propõem que a mídia promova em prol do bem-estar geral.
Quando falamos de comunicação é importante lembrar que, trata-se de um serviço público, pelo menos no Brasil. Este serviço muitas vezes é prestado por empresas privadas com interesses pessoais.
Um dos responsáveis por alimentar a opinião pública é o jornalismo, isso acontece por meio da produção e divulgação de informações aos cidadãos. Há uma discussão sobre como os diversos fatores mercadológicos tem influenciado o fazer jornalismo. Segundo Carolina Matos (2013), a própria busca do lucro tem substituído a de servir ao interesse público como principal força motivadora do jornalismo. Isso estabelece uma divisão entre prestar um serviço ao cidadão ou ao consumidor. 

## Origem do Termo e Aplicações
É difícil determinar um momento exato a respeito de quando o termo foi utilizado pela primeira vez, sobretudo no sentido como entende-se este modelo de comunicação hoje. No entanto, de acordo com o livro de João Roberto Vieira da Costa, Comunicação de Interesse Público – Ideias que movem pessoas e fazem um mundo melhor, podemos entender que: Toda vez que a comunicação busca o interesse público, promovendo resultados concretos para o indivíduo e a sociedade, estamos falando de Comunicação de Interesse Público.  
A Comunicação de Interesse Público engloba a Comunicação Pública, a Publicidade de Interesse Público e o Jornalismo de Interesse Público, além de qualquer outra vertente da comunicação que comungue dos fundamentos primordiais da CIP. O cientista Pierre Zémor define o termo Comunicação Pública. A Comunicação Pública é a comunicação formal que diz respeito à troca e à partilha de informações de utilidade pública, assim como à manutenção do liame social cuja responsabilidade é incumbência das instituições públicas . Ainda de acordo com o autor, esse modelo de comunicação é ou deveria ser praticado sobretudo pelo Estado.
A Comunicação pública é um tipo de comunicação que prioriza o interesse público, contribuindo para a construção da cidadania. O conceito de interesse é relacional, pois gira sempre em torno da oposição entre um tipo de interesse e outro. Sendo relacional, é possível dizer que o interesse público é aquele que se opõe a interesses privados particulares, individuais e parciais. O interesse público é a relação entre a sociedade e o bem comum por ela perseguido, através daqueles que, na comunidade, têm autoridade.
Na maioria das vezes, os princípios e objetivos da CIP podem ser encontrados nas mesmas bases dos seguintes termos: Comunicação Pública, Jornalismo Público, Interesse Público.

## Prática no Brasil
O livro Comunicação de Interesse Público, que reúne uma série de artigos acadêmicos, aborda, em alguns capítulos, campanhas organizadas pela Secretaria de Comunicação Social (Secom) do Governo Federal. A análise avalia exemplos de CIP bem-sucedida, como as campanhas “O melhor do Brasil é o brasileiro” e “Aids: o front da informação”. 
De acordo com o artigo escrito por Cristina Gutemberg, Flamínio Fantini e Flávio Serpa, os altos índices de óbitos pela doença decorrente do vírus HIV provocaram uma abordagem qualificada como sinistra e condenadora por parte da comunicação em geral. A partir de 1987, com a reestruturação das diretrizes, as novas campanhas passaram a promover a precaução em vez de apelar para a evidência de mortes. Essa guinada para um sentido completamente oposto e muito mais empático ajudou a consolidar – ao longo de cinco mandatos de presidentes – a importância do uso de preservativos e a ajudar na redução significativa do número de indivíduos infectados no país.
Em outro exemplo, a campanha pela valorização do povo brasileiro, intitulada “O melhor do Brasil é o brasileiro” caracteriza uma grande união de forças, num modelo de Parceria Público-Privada (PPP). O resultado do esforço de 450 empresas do setor privado junto ao Governo Federal resultou na elevação da autoestima do brasileiro, refletindo diretamente em setores como o de esporte e de turismo.
Em 2006, a nova/sb, agência de publicidade especialista em Comunicação de Interesse Público, lançou um blog homônimo reunindo ações e campanhas de comunicação de interesse público do mundo todo no portal IG. Em 2015, ganhou endereço próprio e incorporou o nome do projeto Desafio Comunica Que Muda, e incluiu ao seu acervo temas como a descriminalização da maconha, o suicídio, a intolerância, o lixo e a mobilidade.